# Evangelický baptistický kostel (Paříž)
Evangelický baptistický kostel v Paříži (francouzsky église évangélique baptiste de Paris) je sídlem baptistické evangelické církve v 7. obvodu. Zdejší sbor je členem Federace evangelických baptistických církví ve Francii.

## Historie
V roce 1839 se malá skupina baptistů scházela v rue Saint-Étienne-du-Mont v 5. obvodu. Komunita se rozrostla a přestěhovala se na adresu 145, rue du Faubourg-Poissonnière, poté do 10 rue Saint-Roch, kde ji navštívil britský kazatel Charles Spurgeon. Poté se přestěhovala do rue des Bons-Enfants.
Díky finančnímu přispění Amerického baptistického misijního výboru v Bostonu byl na rue de Lille postaven kostel. Symbolicky byl položen základní kámen 24. srpna 1872, v den třístého výročí Bartolomějské noci. Kostel byl slavnostně otevřen dne 14. září 1873.
V roce 1887 se zde stal pastorem Philémon Vincent, který rozvíjel sociální činnost. V červnu 1892 založil měsíčník La Pioche et la Truelle.
Kazatel Aimé Cadot spolupracoval s mladým pastorem Leweightem v dělnické čtvrti Plaisance, kde v roce 1899 otevřel nový kostel na avenue du Maine.
V rámci francouzského konkordátu stát uznal od roku 1802 pouze dvě konzistorální protestantské církve v Paříži: reformovanou církev se sídlem v Oratoire de Louvre a luteránskou církev se sídlem v kostele Billettes, a odmítal platit baptistickým pastorům. V roce 1881 přijetí legislativy zaručilo svobodu vyznání a baptistické hnutí v Paříži zažilo trvalý růst. Sbor je strukturován jako regionální sdružení v rámci Baptistické unie.
Po roce 1905 a zákonu o odluce církve od státu byl založen Francouzský protestantský svaz. V roce 1910 byla založena Federace evangelických baptistických církví severní Francie, která se v roce 1916 připojila k protestantskému svazu. V roce 1922 se připojila k Baptistické unii v Paříži a stala se Svazem evangelických baptistických církví ve Francii. Je členem Světového svazu baptistů.
Farnost provozuje křesťanské knihkupectví na rue de Lille.

## Architektura
Architektem kostela je Švéd W. Hansen, který rovněž vypracoval plány protestantského kostela Étoile. Navrhl fasádu v novogotickém stylu. Kostel využívá velmi tenké kovové podpěry a pojme až 700 lidí.
V kostele se nachází nejstarší křtitelnice pro dospělé v Paříži.